# Velevrub
Velevrub (Unio) je rod sladkovodních mlžů. Je to typový rod čeledi Unionidae.
Druhy:
- velevrub Unio cariei – vyhynulý (EX)[1]
- velevrub Unio elongatulus C. Pfeiffer, 1825 - výskyt v Evropě
- velevrub Unio turtoni – chybí údaje (DD)[2]
- velevrub malířský Unio pictorum
- velevrub nadmutý Unio tumidus
- velevrub tupý Unio crassus

V Česku a na Slovensku vyskytují 3 druhy velevrubů: velevrub malířský, velevrub nadmutý a velevrub tupý.